# The Big Picture (1989)
The Big Picture ist eine US-amerikanische Filmkomödie von Christopher Guest aus dem Jahr 1989 mit Kevin Bacon in der Hauptrolle sowie Emily Longstreth, J.T. Walsh und Jennifer Jason Leigh in tragenden Rollen.

## Handlung
Der Student Nick Chapman schließt sein Studium an einer Filmhochschule ab. Er gewinnt für seinen Kurzfilm einen prestigeträchtigen Preis; zum Filmanfang werden die Wettbewerbsbeiträge – darunter jene von Lydia Johnson und von Chapman – gezeigt.
Der Studiomanager Allen Habel bietet Chapman die Verwirklichung eines Projektes an, über das Chapman bereits seit längerer Zeit nachdenkt. Chapman will eine Dreiecksgeschichte verfilmen, in der sich zwei Männer und eine Frau im Verlauf der Handlung verändern. Habel schlägt statt der zwei Männer zwei Frauen vor. Später wird die Handlung vom Winter in den Sommer verlegt. Das ursprüngliche Konzept Chapmans wird mehrmals geändert bis ein ganz anderer Film in der Planung ist als zuerst angedacht.
Die Schauspielerin Gretchen möchte in dem geplanten Film gern eine Rolle bekommen. Sie versucht, Chapman zu verführen. Zwischen Chapman und seiner Freundin Susan Rawlings kommt es zum Streit, woraufhin Susan  aus der gemeinsamen Wohnung auszieht. Es kommt auch zu Differenzen zwischen Chapman und seinem alten Freund Emmet Sumner.
Nach einem Wechsel im Studiomanagement wird das Projekt Chapmans auf Eis gelegt. Chapman versucht vergeblich, die neue Studiochefin für seinen Film zu erwärmen – er schlägt sogar weitergehende Konzeptveränderungen vor als einst von Habel gefordert. Chapman erfährt, dass Gretchen inzwischen einen Freund hat, mit dem sie zusammenbleiben will. Dieser lebt allerdings von Gelegenheitsjobs.
Chapman trifft Lydia Johnson, die ebenfalls von einem Aushilfsjob lebt. Sie drehen gemeinsam ein Musikvideo, in dem Chapman Teile seines erfolgreichen Wettbewerbsbeitrags verwendet. Die Filmbranche wird auf das Video aufmerksam, Chapman bekommt zahlreiche Angebote. Er versöhnt sich mit Sumner und mit Rawlings.
Chapman will einen Film nach seinem ursprünglichen Konzept drehen, obwohl sein Agent Neil Sussman meint, dass das ein „großer Fehler“ sei. In der letzten Szene sieht man die Dreharbeiten; zwei Männer und eine Frau spielen vor einem Haus, das mit künstlichem Schnee beschüttet wird. Zum Team Chapmans gehören Sumner und Johnson.

## Produktion, Erfolg
Der Film wurde in Los Angeles und in Agoura Hills (Kalifornien) gedreht. Seine Produktionskosten betrugen schätzungsweise 5 Millionen US-Dollar. Der Film spielte in den Kinos der USA ca. 117 Tsd. US-Dollar ein.

## Kritik
Peter Travers schrieb in der Zeitschrift Rolling Stone vom 17. April 2001, der „rührselige“ Optimismus der Filmautoren wirke wie ein kommerziell bedingter Kompromiss. Die Drehbuchautoren und die Darsteller seien in den anderen Filmen viel besser.
Rotten Tomatoes schrieb, The Big Picture nimmt Ziele aufs Korn, die Zuschauern, die mit den Schikanen des Filmgeschäfts nicht vertraut sind, fremd vorkommen, aber die meisten von ihnen treffen so solide, dass Lachen die einzige Option ist.